# Кемирецкий район
Кемирецкий район — административно-территориальная единица в составе Карельской АССР, существовавшая в 1927—1930 годах. Центром района было село Подужемье.
Кемирецкий район был образован постановлением 2 сессии Центрального Исполнительного Комитета Карельской АССР VII созыва от 17 июля 1927 года. 29 августа того же года это решение было утверждено постановлением Президиума Всероссийского Центрального Исполнительного Комитета.
В состав района вошли Подужемская волость полностью, Погосская волость без селения Шомбозеро, Маслозерская волость без Ушковского сельсовета и Вокшозерский сельсовет Поньгомской волости.
По данным 1928 года район включал 5 сельсоветов: Вокшозерский, Кургиевский, Маслозерский, Погосский и Подужемский.
В районе, по данным переписи 1926 года, проживало 2275 человек, из них 92,7 % составляли карелы, а 6,6 % — русские.
28 февраля 1930 года Президиум ЦИК Карельской АССР постановил упразднить Кемирецкий район. При этом его территория была разделена между Ухтинским и Кемским районами. Это решение было утверждено поставлением Президиума ВЦИК и СНК РСФСР от 20 апреля 1930 года «О сокращении сети районов Карельской АССР».